# Estrella roja
|  | Aquest article tracta sobre El símbol. Si cerqueu l'equip esportiu serbi, vegeu «Estrella Roja de Belgrad». |

L'estrella roja.

L'Estel vermell o estel roig (estrella roja per castellanisme) de cinc puntes és un dels símbols ideològics i religiós més estesos, motiu pel qual s'ha estès el seu ús a emblemes, escuts i banderes de moltes nacions amb propòsits molt variats.

## En el socialisme
Dins el socialisme té un ús molt estès, representant alhora els cinc dits de la mà del proletariat i els cinc continents, relacionant-lo amb la internacionalització del lema marxista: "Proletariats de tots els països, uniu-vos!". En menor mesura també es relaciona amb els cinc grups que possibilitaren el trànsit al socialisme: la joventut, els militars, el proletariat, la pagesia i els intel·lectuals.
L'estel vermell fou col·locat al costat de la falç i el martell a la bandera de la Unió de Repúbliques Socialistes Soviètiques, esdevenint tot un símbol emprat per representar el comunisme. Així fou utilitzada en moltes de les banderes i escuts dels països autodenominats socialistes com la República Federal Socialista de Iugoslàvia, Albània, Romania, Hongria, etc.
El diari militar de la Unió Soviètica portava el nom d'Estel Vermell (en rus, Красная звезда), nom que manté avui en dia com a portaveu del Ministeri de Defensa de la Federació Russa.
D'ençà de la caiguda dels governs comunistes, l'estrella roja està prohibida o se n'estudia la prohibició a Hongria, Ucraïna, Lituània o Polònia
A Veneçuela, el Partit Socialista Unit de Veneçuela (PSUV) que dona suport a la revolució bolivaria d'Hugo Chávez també porta l'estrella roja com a símbol representatiu del socialisme del segle XXI. A Mèxic, diverses organitzacions han utilitzat l'estrella roja en els seus emblemes, com l'Exèrcit Zapatista d'Alliberament Nacional o L'Exèrcit Popular Revolucionari (EPR). A Argentina, l'òrgan oficial de l'Exèrcit Revolucionari del Poble (ERP), grup guerriller d'orientació marxista durant la dècada dels 1970 es denomina "Estrella Roja".

### Escuts

Escut de Moçambic.
Escut de Belarús
Escut de Corea del Nord
Escut d'armes de la Unió de Repúbliques Socialistes Soviètiques (fins 1991)
Escut d'armes de la República Socialista Soviètica d'Armènia (fins 1991)
Escut d'armes de la República Socialista Soviètica de l'Azerbaidjan (fins 1991)
Escut d'armes de la República Socialista Soviètica de Belarús (fins 1991)
Escut d'armes de la República Socialista Soviètica d'Estònia (fins 1991)
Escut d'armes de la República Socialista Soviètica de Geòrgia (fins 1991)
Escut d'armes de la República Socialista Soviètica del Kazakhstan (fins 1991)
Escut d'armes de la República Socialista Soviètica del Kirguizstan (fins 1991)
Escut d'armes de la República Socialista Soviètica de Letònia (fins 1991)
Escut d'armes de la República Socialista Soviètica de Lituània (fins 1991)
Escut d'armes de la República Socialista Soviètica de Moldàvia (fins 1991)
Escut d'armes de la República Socialista Federada Soviètica de Rússia (fins 1991)
Escut d'armes de la República Socialista Soviètica del Tadjikistan (fins 1991)
Escut d'armes de la República Socialista Soviètica de Turkmenistan (fins 1991)
Escut d'armes de la República Socialista Soviètica d'Ucraïna (fins 1991)
Escut d'armes de la República Socialista Soviètica de l'Uzbekistan (fins 1991)
Escut de Burkina Faso (1984-1997)
Escut de la República Socialista de Croàcia (1943–1947)
República Popular de Benín (1975–1990)
Escut de la RDP de Laos (1975-1991)
Escut de la República Popular Democràtica del Iemen (1970-1990)

### Banderes i emblemes

Estelada vermella o roja catalana.
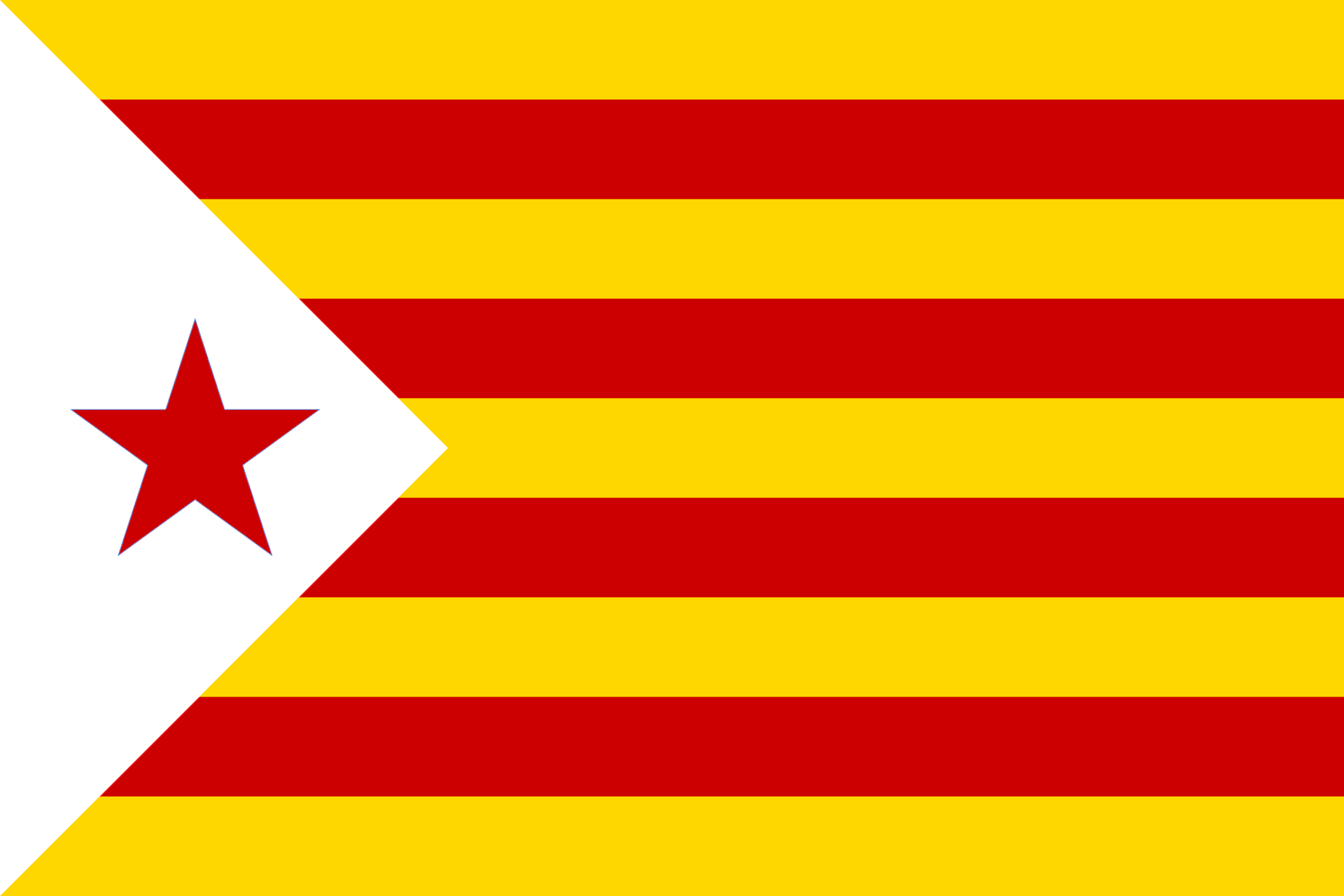
Antiga estelada utilitzada pel Partit Socialista d'Alliberament Nacional (PSAN).
Estrelada d'Esquerra Valenciana.
Estrelada aragonesa. Bandera utilitzada principalment per la Chunta Aragonesista (CHA) i el Bloque Independentista de Cuchas (BIC).
Estreleira gallega.
Penó estrelat de Castella, d'inspiració comunista.
Bandera de major difusió entre el nacionalisme d'esquerres andalús.
Bandera de l'Exèrcit Zapatista d'Alliberament Nacional mexicà .
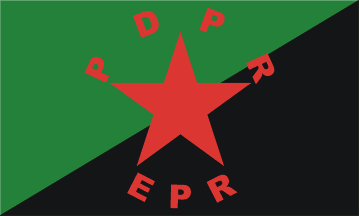
Bandera de l'Exèrcit Popular Revolucionari mexicà.
Emblema del PSUV veneçolà.
Emblema de l'Exèrcit Revolucionari del Poble argentí.
Emblema del Partido dos Trabalhadores brasiler.
Emblema de la Fracció de l'Exèrcit Roig alemany.

## Ús esportiu
Diversos clubs esportius han utilitzat l'estel vermell com a emblema o en els seus escuts. Fins i tot alguns porten el nom d'estrel vermell.
- L'Estrella Roja, equip de futbol de Belgrad, Sèrbia.
- El PFC CSKA Sofia, equip de futbol de Sofia, Bulgària.
- El Roter Stern Leipzig, equip de futbol d'Àustria.
- El Red Star Football Club 93, equip de futbol de Saint-Ouen, França
- L'Estrella Roja, associació cultural esportiva de Santa Brígida, Canaries, Espanya.
- L'Estrella Roja Fútbol Club, equip de futbol de Caracas, Veneçuela.
- El Sacramento Republic FC Logo, equip de futbol de Sacramento, EUA (http://www.sacrepublicfc.com).

PFC CSKA Sofia, Bulgària
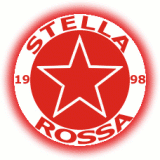
Club esportiu "Stella Rossa", Àustria

## Ús comercial
Es pot trobar també l'estrella roja en logos com els de:
- Firebird de Mozilla Firefox.
- Martinazze Flasche.
- La marca d'aigua San Pellegrino.
- La marca de cervesa Estrella Damm
- La marca de cervesa Heineken.
- Els grans magatzems Macy's de Nova York, EUA.

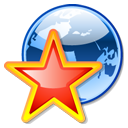
Icona del Firebird de Mozilla Firefox.
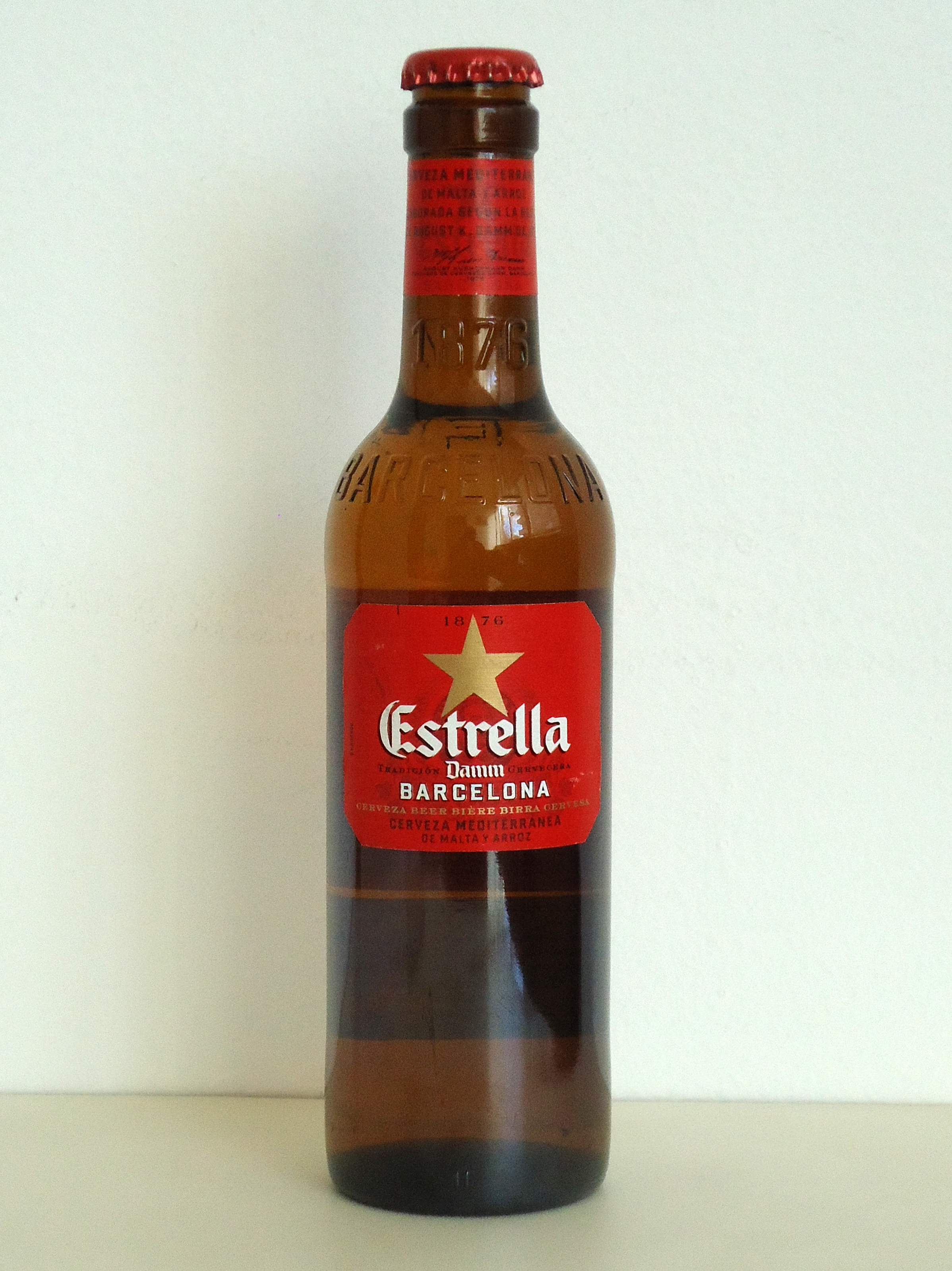
Ampolla d'Estrella Damm.
Logo de Macy's.